# Kościół św. Józefa w Rurce
Kościół św. Józefa w Rurce – katolicki kościół filialny zlokalizowany we wsi Rurka w gminie Chojna, w powiecie gryfińskim (województwo zachodniopomorskie). Jest filią parafii Świętej Trójcy w Chojnie.

## Historia i architektura
Murowany z cegły kościół został zbudowany w XIX wieku. Jest budowlą w stylu neogotyckim. Sytuowany na rzucie prostokąta, zamknięty jest wydzielonym prezbiterium w formie pięciobocznej absydy. Nawa kryta jest dwuspadowym dachem, zakończonym sterczyną. Okna w korpusie zamknięte są ostrymi łukami. Od strony zachodniej do kościoła przylega czworoboczna, trzykondygnacyjna wieża, nakryta blaszanym hełmem. W jej przyziemiu umieszczony jest portal wejściowy.
Wnętrze nawy nakryte jest odeskowanym sufitem, nad prezbiterium sklepienie krzyżowo-żebrowe. Na wyposażeniu kościoła znajduje się barokowa ambona z 2. połowy XVIII wieku, ozdobiona ornamentem geometrycznym, oraz XVIII-wieczna chrzcielnica zaadaptowana na kropielnicę. Na wieży kościelnej zawieszony jest dzwon z 1575 roku.
Po II wojnie światowej kościół został poświęcony jako świątynia katolicka w dniu 19 marca 1946 roku.